# Василий Поленов
Василий Дмитриевич Поленов е руски художник, академик, пътешественик, архитект, майстор на историческата, пейзажната и жанровата живопис и педагог, военен кореспондент в Руско-турската война (1877 – 1878). Народен художник на Републиката (1926).

## Биография
Василий Поленов е роден на 20 май (1 юни) 1844 г. в Санкт Петербург, Русия, в многодетно дворянско семейство.
Баща му Дмитрий Василевич Поленов е бил известен археолог и библиограф. Майка му Мария Алексеевна, с моминско име Воейкова, пишела книги за деца и се занимавала с живопис. Чичото на художника М. В. Поленов (1823 – 1882) е бил сенатор.
Ярък спомен в детските години за Василий остава пътуването до Олонецкия край с неговата девствена природа и в Олшанка, Тамбовска губерния, в имението на баба му В. Н. Воейкова. Тя имала познания по история, познавала народната поезия, обичала да разказва легенди и предания.
В тази атмосфера се формира художественият вкус на художника. Бабата всячески поощрявала увлечението на внука си към живописта и творческото му честолюбие, като организирала конкурси сред децата и като в Академиите им присъждала медали.
Най-надарени сред децата се оказали двама – големият син Василий и малката дъщеря Елена, които стават впоследствие художници.
За децата били наемани педагози по живопис от Художествената академия.
Срещата с П. П. Чистяков се оказала съдбоносна. Той обучавал Василий и сестра му на основите на рисуването и живописта през годините 1856 – 1861, като той самият по това време бил студент в Академията. Още в началото той изисквал от учениците си дълбоко изучаване на природата.
Между 1861 – 63 Василий Поленов се учил в Олонецката губернска мъжка гимназия в Петрозаводск.
След завършването той постъпва, заедно с брат си Алексей, във физико-математическия факултет на Петербургския университет.
Вечер посещавал, като частен ученик, Художествената академия. Занимавал се не само с рисуване, но и посещавал лекции по анатомия, строителство, чертожна геометрия, история на изящните изкуства.
Поленов бил постоянен посетител на оперните театри и на концертите, увличал се от Вагнер, самият той пеел в студентския хор, съчинявал музикални произведения.
Скоро Поленов станал постоянен ученик на класа по натура в Художествената академия. После временно напуснал университета и напълно се потопил в изучаване на живописта.
През 1867 завършил ученическия курс в Академията, получавайки сребърен медал за рисунки и етюд.
След това участвал в два конкурса и спечелил два златни медали в избрания от него клас по историческа живопис.
От януари 1868 възобновил занятията в университета, но този път в юридическия факултет.
Първото задгранично пътуване Поленов осъществява през лятото на 1867, като посещава Световното парижко изложение. На изложението имало голям раздел с произведения на народните художествени занаяти от цял свят. Незабравимите впечатления от видяното залегнали в дисертацията му, която той защитил в университета.
Като стипендиант на Академията пътува в Австро-Унгария, Германия, Франция и Италия. За картината „Арестът на графиня Д'Етрамон“ е провъзгласен за академик (1876).
При изострянето на Източния въпрос през 1876 г. постъпва доброволец в корпуса на генерал-майор Михаил Черняев. Участва в Сръбско-турската война (1876). Награден е с медал „За храброст“ (Черна гора) и орден „Таковски кръст“ (Сърбия).

### В България
Доброволец в Руско-турската война (1877 – 1878). Художник – военен кореспондент. Аташиран е към престолонаследника Александър Александрович. Участва в действията през цялата война в състава на Русчушкия отряд. Василий Поленов създава в България картини, които са далеч от баталната живопис. Главен акцент поставя на човека и етнографията на българина. Известните му български произведения са:
- „Стаята на командващия“
- „Речна долина в България“
- „Главната квартира на командващия Русчушкия отряд в Брестовица“
- „Български дом“

### След войната
След войната пътешества в Близкия Изток. Основно правило в творчеството му е Изкуството следва да носи щастие и радост. Създава художествените серии: „Московска“, Селски бит, Източна.

### Обзор на творчеството
През 1869 Поленов получава малък златен медал за картината си „Йов и приятелите му“, а през 1871 (едновременно с Иля Репин) получава големия златен медал за конкурсната си картина „Христосъ възкресява дъщерята на Яир“.
Завършвайки едновременно университетския курс след юридическия факултет през 1872 г., Поленов тръгва за чужбина в качеството на стипендиант на Академията. Посещава Виена, Мюнхен, Венеция, Флоренция, Неапол, дълго време живее в Париж и рисува между другото и картината „Арестът на графиня Д'Етремон“, която му обезпечава през 1876 г. званието академик.
През лятото на 1874 г. той работи в Нормандия, в курортното градче Вьол, където го е поканил И. Е. Репин, който се намира там също като стипендиант на Академия. Там Поленов открива за себе си нови задачи в пейзажната живопис („Нормандски бряг“, „Рибарска лодка“, „Етрета, Нормандия“).
Връщайки се през 1876 г. в Русия, той скоро се присъединява към Руско-турската война. През цялата война той е официален художник към главната квартира на наследника (впоследствие император Александър ІIІ).
От седемдесетте години на 19 век нататък Поленов работи в областта на театралния декор. Между 1882 – 1895 г. преподава в Московското училище по живопис, скулптура и архитектура, като сред неговите ученици са Левитан, Коровин, И. С. Остроухов, Абрам Архипов, Александър Головин и Е. М. Татевосян.
През 1877 г. Поленов се заселва в Москва. Година след това той показва на Шестата изложба на передвижниците картината си „Московски двор“, нарисувана от натура в арбатска пресечка. Тази картина става по-късно визитна картичка на художника. След огромния успех на картината художника става родоначалник на новия жанр „интимен пейзаж“.
От 1879 г. Полянов става член на Обществото на художниците на передвижниците. Той се слави като майстор на епическия пейзаж, особено след като по-късно се заселва на река Ока и прави пътешествия по местата, свързани с люлката на християнството.
През 1881 – 1882 г. той се отправя на първото си пътешествие в Близкия Изток по библейските места: в Константинопол, Палестина, Сирия и Египет, от където се завръща с ескизи и чернови за мащабното си платно „Христос и грешницата“, а така също и други картини.
През 1883 – 1884 г. Поленов продължава работата си над картината „Христос и грешницата“, и през 1887 г. я показва на петнадесетата изложба на передвижниците.
През 1888 г. той рисува картината „На Тивериадското /Генисаретското/ езеро“.

### Домът на река Ока
Въпреки че е градски жител, Поленов много обичал простора на безкрайните полета, гъстите широколистни гори, спускащи се към могъщите реки. Той мечтаел да живее в лоното на природата. През 1890 г. Поленов купува неголямото имение Бьохово в Тулска губерния, на високия бряг над река Ока. В тихо местенце, в борова гора, малко настрани от селото Поленов строи дом с парите, получени от продажбата на картината „Христос и грешницата“. Художникът построява дома си по собствен оригинален проект, а към него и художествени работилници. Усадбата е наречена Борок. Там Поленов работи много и то продуктивно, гостоприемно кани селските деца и провежда с тях познавателни занятия и представления, развива художествения им вкус. По замисъла на художника усадбата трябвало да стане „гнездо на художници“, а с времето се превръща в първия провинциален общодостъпен музей.
Поленов построява и народен театър за селяни, а и църква в Бьохово.
Днес в усадбата Борок (преименувана на Поленово) се намира Държавният мемориален историко-художествен и природонаучен музей на името на В. Д. Поленов, където се е запазила оригиналната обстановка, интериор, мебели, библиотека и ежедневни предмети на Поленов. Първият директор на музея е синът на художника, биолог по професия, професор в Московския университет, Дмитрий Васильевич Поленов (1886 – 1967).

### След 1899
През 1899 Поленов се отправя за втори път в Близкия Изток с цел събиране на материал за грандиозната евангелския серия „Из живота на Христа“, която той завършва през 1909 г. Излагането на тези картини има голям успех и за известен период изложбата става централно събитие в света на живописта.
Поленов и Валентин Серов излизат от състава на Художествената академия, защото президент на академията е великият княз Владимир Александрович, който изиграва определена роля в събитията, наречени „Кървавата неделя“ през януари 1905 г.
През 1906 в Голямата зала на Московската консерватория е изпълнена операта на Поленов „Призракът на Елада“.
През 1907 той пътешествува из Германия и Италия, а между 1910 – 1911 посещава отново Европа.
Между 1910 – 1918 Поленов води в Москва просветителска дейност, участва в организирането на народния театър.
През 1914 Поленов прави в Москва изложба на картини от цикъла „Из живота на Христа“ с цел събиране на средства в полза на ранените по време на Първата световна война.
В годините 1915 – 1916, по инициатива и по ескизи на Поленов, архитектът О. О. Шишковски издига на улица Зоологическа в Москва „Дом за секцията за съдействие по организирането на селските, заводските и училищните театри“. От 1921 това е „Дом за театрално просвещение“ на името на академик В. Д. Поленов („Театралният дом“).
През 1918 – 1919 Поленов живее в усадбата Борок, рисува картината „Разлив на река Ока“.
През 1924 г. е първата самостоятелна изложба на художника в Държавната Третяковска галерия, посветена на 80 години от рождението на художника.
През 1926 Поленов получава званието „Народен художник на Републиката“.
Поленов много обичал лятото, а дългите юлски дни, когато листата на брезите напълно се развиват, той наричал „най-важните в годината“. Именно в един такъв ден, на преклонна възраст, художникът напуска този свят.
Художникът умира на 18 юли 1927 г. в своята усадба и е погребан на селското гробище в село Бьохово, на стръмния бряг на река Ока, където той често рисувал етюди. Според последната му воля на гроба му е поставен олонецки кръст, защото някога в имението Имоченица, Олонецка губерния, десетгодишният градски жител Вася Поленов за първи път се запознал от близо с природата.

### Семейство
Поленов е женен от 1882 г. за Наталия Василевна Якунчикова (1858 – 1931), дъщеря на московския търговец и фабрикант В. И. Якунчиков. От този брак се раждат шест деца, двама синове, един от които почива още в детска възраст, и четири дъщери.

### Къщата музей „Поленов“
През декември 1915 на ул. Мединка, днес Зоологическа 13, е тържествено открита къщата музей „Поленов“ – първото в света учреждение, даващо помощ на селските и заводски театри. Той е създаден от руския художник В. Д. Поленов и промишления магнат С. И. Мамонтов.
През 1915 – 1916 за музея „Поленов“ е построена особена пристройка от архитект Осип Шишковски (по ескизи и собствен оригинален проект на Василий Поленов и с негови средства и с поддръжката на Сава Мамонтов). В зданието има зрителна зала с 300 места, библиотека, репетиционна стая, работилници, склад. Дейността на Поленовския дом не прекъсва и в трудните революционни години на гражданската война. Любителските и професионалните театри били подчинени на Наркомпрос като „Подотдел на работническо-селските театри“.
През януари 1921 този подотдел е преобразуван в Дом за театрално просвещение на името на академик В. Д. Поленов („Дом на театъра“ – „Театральный дом“). Там се създават нови отдели: литературен, музикален, учебен театър и др. Започва да излиза списание „Народен театър“
През годините домът е многократно преименуван, но на 29 януари 2016 след писмено съгласуване с наследниците на Поленов и със заповед на Министерството на културата от 1 юни 2011 на Държавния дом за народно творчество е върнато старото име „Поленов дом“.

### Памет
В чест на В. Д. Поленов астрономката от Кримската астрофизична обсерватория Людмила Карачкина нарича открития на 18 август 1986 г. астероид 4940 POLENOV.
През 2010 в издателство „Млада гвардия“ е издадена книгата на М. И. Копщицер „Поленов“ от серията „Животът на знаменити личности“.
Съществува държавен музей усадба „Василий Дмитриевич Поленов“, село Поленово.
Неговите творби днес са в най-значимите руски галерии: Третяковска галерия, Държавен руски музей, Киевски музей на руското изкуство и много други.

### Главни произведения
- „Бабина градина“, 1879
- „Лято“, 1879
- „Болната“, 1886
- „Христос и грешницата“, 1887
- „Златна есен“, 1893
- „Сред учителите“, 1896